# Edwards Lifesciences
Edwards Lifesciences est une entreprise américaine de matériel médical, spécialisée dans le matériel médical cardiovasculaire, notamment le cœur artificiel. Elle est issue d'une scission de Baxter International dans les années 2000.

## Histoire
En juillet 2015, Edwards Lifesciences acquiert CardiAQ Valve Technologies, une entreprise spécialisée dans les valves cardiaques, pour 400 millions de dollars.